# Berkheim

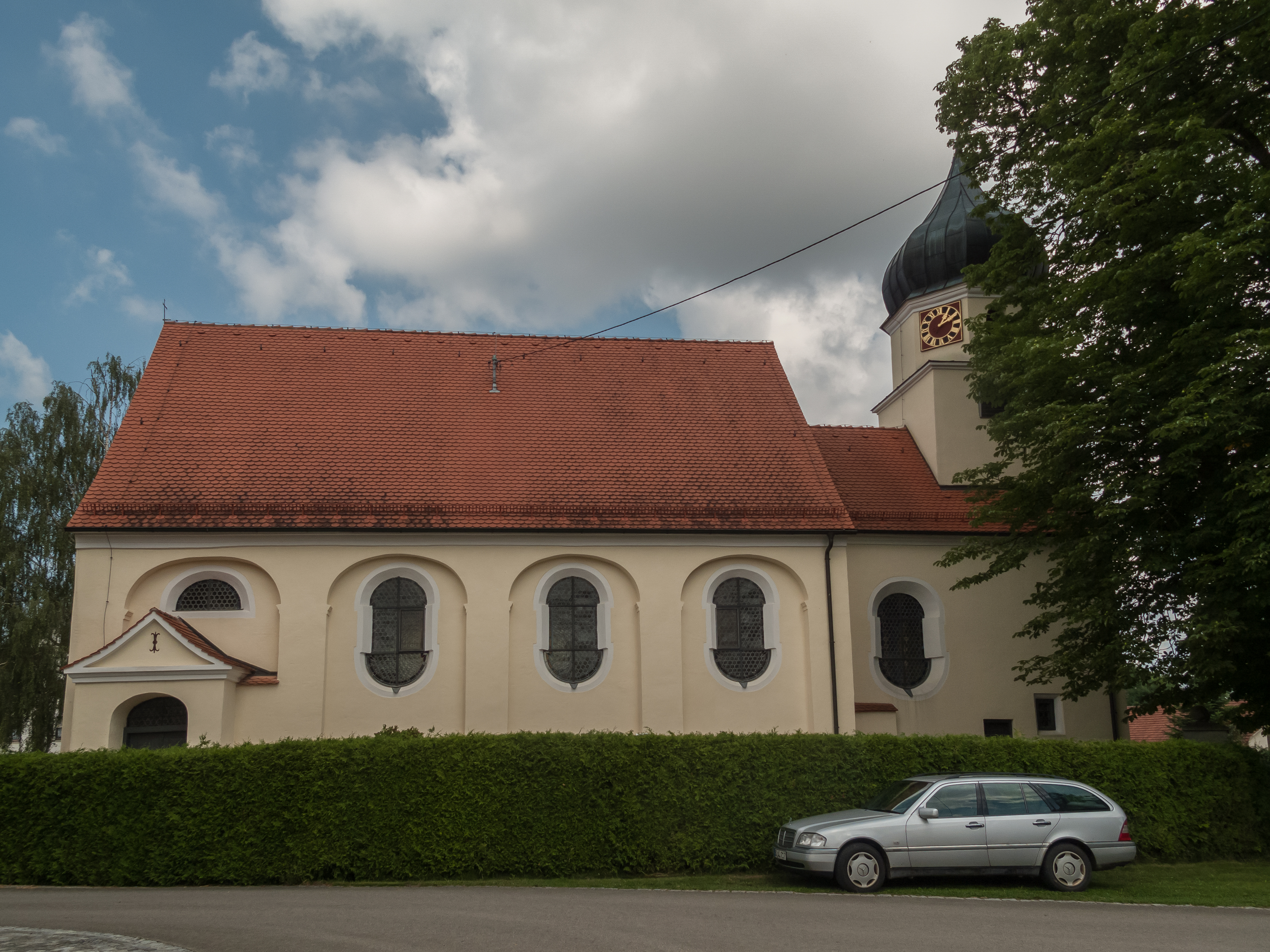
L'église Saint Joseph d'Illerbachen

Berkheim est une commune de Bade-Wurtemberg (Allemagne), située dans l'arrondissement de Biberach, dans la région Donau-Iller, dans le district de Tübingen.